# Oktober 1980
Portal Geschichte | Portal Biografien | Aktuelle Ereignisse | Jahreskalender | Tagesartikel

◄ |
19. Jahrhundert |
20. Jahrhundert
| 21. Jahrhundert

◄ |
1950er |
1960er |
1970er |
1980er
| 1990er | 2000er | 2010er | ►

◄ |
1976 |
1977 |
1978 |
1979 |
1980
| 1981 | 1982 | 1983 | 1984 | ►

◄ |
Juli 1980 |
August 1980 |
September 1980 |
Oktober 1980 |
November 1980 |
Dezember 1980 |
Januar 1981 |
►
Dieser Artikel behandelt aktuelle Nachrichten und Ereignisse im Oktober 1980.

## Tagesgeschehen

### Mittwoch, 1. Oktober 1980

Flämische Flagge

Wallonische Flagge

- Brüssel/Belgien: Die zweite Staatsreform zur Föderalisierung des Landes, dessen größte Bevölkerungsgruppen Flamen, Wallonen und Deutschen sind, tritt in Kraft. Aus den 1970 eingerichteten Kulturgemeinschaften der drei Ethnien gehen die Flämische Gemeinschaft, die Französische Gemeinschaft und die Deutschsprachige Gemeinschaft hervor. Sie erhalten bundesstaatliche Kompetenzen, z. B. in der Sozialpolitik. Der Ausgangspunkt der strukturellen Reform war der weit verbreitete flämische Wunsch nach Autonomie.[1]

### Donnerstag, 2. Oktober 1980
- Las Vegas/Vereinigte Staaten: Der 38-jährige amerikanische Boxer Muhammad Ali, der als einer der beliebtesten Sportler weltweit gilt und der seine Karriere 1978 als amtierender Weltmeister im Schwergewicht beendete, scheitert beim Versuch, den Weltmeister-Titel im Schwergewicht des Verbands WBO gegen Larry Holmes zu gewinnen. Sein Trainer beendet den Kampf in der zehnten Runde vorzeitig, um schwerwiegende Verletzungen zu verhüten.[2]

### Sonntag, 5. Oktober 1980

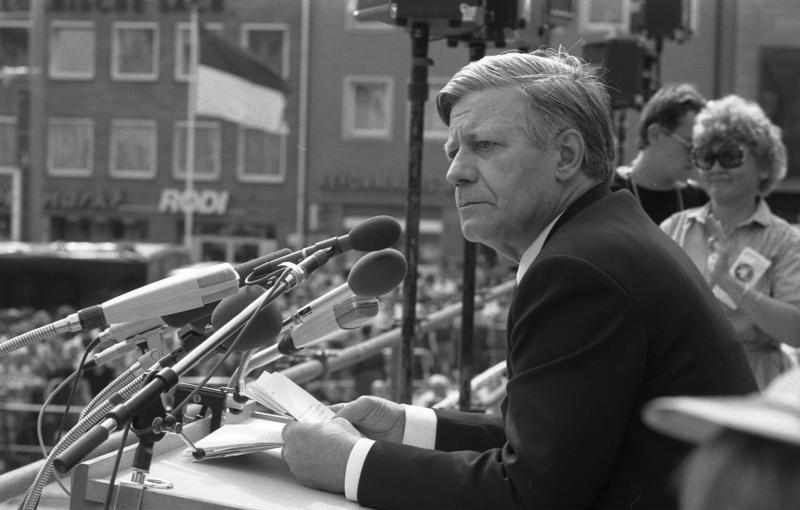
Bleibt Bundeskanzler: Helmut Schmidt

- Bonn/Deutschland: Bei der Bundestagswahl bestätigen die Wähler die rot-gelbe Regierungskoalition unter Führung von Bundeskanzler Helmut Schmidt von der SPD. Der Stimmenanteil der Unionsparteien mit Kanzlerkandidat Franz Josef Strauß von der CSU sinkt gegenüber 1976 um 4,1 %.[3]

### Donnerstag, 9. Oktober 1980
- Pedro Abad/Spanien: In dem andalusischen Ort wird der Grundstein für die wahrscheinlich erste neuerrichtete Moschee in Spanien seit mehr als 500 Jahren gelegt. Die Bascharat-Moschee ist Teil des Missionsprogramms der Ahmadiyya-Muslim-Gemeinschaft.[4][5]

### Freitag, 10. Oktober 1980
- El-Asnam/Algerien: Bei einem 35 Sekunden andauernden Erdbeben der Stärke 7,1 Mw und einem Nachbeben der Stärke 6,2 Mw in der Provinz Chlef kommen über 2.600 Menschen ums Leben, etwa doppelt so viele weitere werden verletzt und mehr als 30.000 obdachlos. Insgesamt evakuieren die Notfalldienste rund 50.000 Menschen.[6]
- Stockholm/Schweden: Den Nobelpreis für Physiologie oder Medizin werden in diesem Jahr der in Venezuela geborene Amerikaner Baruj Benacerraf, sein Landsmann George Davis Snell sowie der Franzose Jean Dausset „für ihre Entdeckung von zellulären Oberflächenstrukturen, die immunologische Reaktionen steuern“, erhalten. Der 1911 im Gouvernement Kowno des Russischen Kaiserreichs geborene Pole Czesław Miłosz erhält in diesem Jahr den Nobelpreis für Literatur. Eines seiner bekanntesten Werke ist Das Tal der Issa.[7]

### Samstag, 11. Oktober 1980
- Karagandinskaja Oblast/Sowjetunion: Zum zweiten Mal, nach 1979, stellt der sowjetische Raumfahrer Waleri Rjumin einen Dauerflugrekord in der bemannten Raumfahrt auf, als er in der Mission Sojus 37 nach 184 Tagen im Weltall an Bord des Raumschiffs Sojus 7K-T landet. Der Kommandant der Rückkehrbesatzung Leonid Popow ist ebenfalls neuer Rekordhalter.[8]

### Sonntag, 12. Oktober 1980
- Stockholm/Schweden: Der Nobelpreis für Physik wird in diesem Jahr an die Amerikaner James Cronin und Val Fitch für ihre Forschungsarbeit an subatomaren Teilchen verliehen.[9]

### Montag, 13. Oktober 1980
- Gera/Deutschland: Erich Honecker (SED), de facto Staatsoberhaupt der DDR, richtet die so genannten „Geraer Forderungen“ an die Bundesrepublik Deutschland. Der westliche Nachbarstaat soll auf Wunsch Honeckers u. a. die Staatsbürger der DDR nicht wie bisher als deutsche Staatsangehörige betrachten, sondern als solche der DDR, den Verlauf der innerdeutschen Grenze in der Mitte des Flusses Elbe akzeptieren und die Erfassungsstelle für Gewaltverbrechen der DDR auflösen.[10]
- Nordenham/Deutschland: Mitglieder des Vereins zur Rettung von Walen und Robben, des Arbeitskreises „Chemische Industrie“, Aktivisten der niederländischen Abteilung der Non-Profit-Organisation Greenpeace (deutsch Grüner Frieden) und Hafenarbeiter hindern ein mit Dünnsäure beladenes Verklappungsschiff am Auslaufen. Es ist die erste Aktion von Greenpeace in Deutschland.[11]

### Dienstag, 14. Oktober 1980
- Stockholm/Schweden: Die Amerikaner Paul Berg und Walter Gilbert sowie der Brite Frederick Sanger werden in diesem Jahr den Nobelpreis für Chemie erhalten. Die Stiftung ehrt ihre Forschung auf dem Feld der Nukleinsäuren. Es ist Sangers zweiter Chemie-Nobelpreis, den ersten erhielt er 1958.[12]

### Mittwoch, 15. Oktober 1980
- Stockholm/Schweden: Der Amerikaner Lawrence Klein wird in diesem Jahr „für die Konstruktion ökonomischer Konjunkturmodelle“ den Alfred-Nobel-Gedächtnispreis für Wirtschaftswissenschaften erhalten.[13]

### Donnerstag, 16. Oktober 1980
- Darmstadt/Deutschland: Die Deutsche Akademie für Sprache und Dichtung verleiht den Georg-Büchner-Preis an die Deutsche Christa Wolf.[14]

### Sonntag, 19. Oktober 1980
- Frankfurt am Main/Deutschland: Der nicaraguanische Dichter und Politiker Ernesto Cardenal erhält den Friedenspreis des Deutschen Buchhandels.[15]

### Freitag, 24. Oktober 1980
- Chorramschahr/Iran: Gut einen Monat nach dem Einmarsch des Irak in den Iran bringen die Angreifer die Stadt Chorramschahr am Fluss Schatt al-Arab, die eine große Bedeutung für die Erdölwirtschaft des Iran hatte, unter ihre Kontrolle.[16]

### Samstag, 25. Oktober 1980

Logo der F.I.A.

- Ajaccio/Frankreich: Auf einem Fiat 131 Abarth belegt der deutsche Rallye-Pilot Walter Röhrl bei der Rallye Frankreich 1980 des Internationalen Automobilverbands (F.I.A.) den zweiten Platz und feiert damit bei noch zwei ausstehenden Veranstaltungen vorzeitig den Weltmeistertitel in der diesjährigen Fahrerwertung.[17]

### Sonntag, 26. Oktober 1980
- New York/Vereinigte Staaten: Beim New-York-City-Marathon sorgt die Norwegerin Grete Waitz zum dritten Mal in Folge für einen neuen Weltrekord im Damen-Marathon. Für die 42,195 km braucht sie diesmal 2 Stunden 25 Minuten 41 Sekunden, die Zeit liegt 111 Sekunden unterhalb ihres eigenen Weltrekords.[18]

### Montag, 27. Oktober 1980
- Oslo/Norwegen: Für seinen „gewaltfreien Einsatz für die Menschenrechte“ wird der Argentiner Adolfo Pérez Esquivel den diesjährigen Friedensnobelpreis erhalten.[19]

### Dienstag, 28. Oktober 1980
- Berlin/Deutschland: Die Regierungspartei der DDR verlautbart über die Zeitung Neues Deutschland, dass sich die Einführung der Sommerzeit in diesem Jahr nicht bewährt habe. Anstatt Energie einzusparen, habe das geänderte Freizeitverhalten der Bürger einen höheren Energieverbrauch als im Vorjahr verursacht.[20]

### Donnerstag, 30. Oktober 1980
- Berlin/Deutschland: Bürger der DDR benötigen ab sofort einen Reisepass und ein Visum für die Einreise ins östliche Nachbarland Polen. Der Pass- und Visazwang kann als Reaktion der Regierungspartei SED auf die Zulassung der nicht-staatlich organisierten polnischen Gewerkschaft Solidarność im August gesehen werden.[21]